# Minnie 'n Me
Minnie 'n Me était une gamme de produit lancée en 1986 de la Walt Disney Company centrée sur l'enfance du personnage de Minnie Mouse. La gamme essentiellement nord-américaine comprenait des produits de consommation sous licence de Disney Licensing destinées aux préadolescentes.
Les personnages utilisés en plus de Minnie étaient initialement des versions préadolescentes  Daisy Duck, Clarabelle Cow et Fifi le pékinois, chienne de Minnie, ainsi que de nouveaux personnages  Penelope "Penny" Pooch, Patty Pony, TJ Turtle, Heather Hippo, Lily Lamb et le chat de Daisy Trixie. Des personnages supplémentaires furent ajouter dans un second temps Mickey Mouse, Donald Duck et le chat Figaro.
Le 18 septembre 1990, un CD Minnie n Me: Songs Just for Girls a été édité, comprenant des chansons de Christa Larson.